# Nationaldivision 1990/91
Die Nationaldivision 1990/91 war die 77. Spielzeit der höchsten luxemburgischen Fußballliga.
Union Luxemburg gewann den fünften Meistertitel. Der Titelverteidiger gewann auch den Pokal und holte damit zum ersten Mal das Double.

## Modus
Die zwölf Teams spielten zuerst einen Grunddurchgang, bestehend aus einer Hin- und Rückrunde. Die sechs besten Teams spielten anschließend in einer Play-off-Runde den Meister aus. Die Hälfte der Punkte aus dem Grunddurchgang wurde hinzugerechnet.
Die Mannschaften auf den Plätzen 7 – 10 wurden in zwei Relegationsgruppen aufgeteilt und
spielten mit den jeweils vier besten der beiden Bezirke aus der Ehrenpromotion die verbleibenden vier Plätze für die folgende Saison in der Nationaldivision aus.

## Grunddurchgang

### Tabelle
| Pl. | Verein                    | Sp. | S  | U | N  | Tore    | Diff. | Punkte |
| --- | ------------------------- | --- | -- | - | -- | ------- | ----- | ------ |
| 1.  | Union Luxemburg (M)       | 18  | 14 | 2 | 2  | 049:140 | +35   | 30:60  |
| 2.  | Jeunesse Esch             | 18  | 9  | 6 | 3  | 032:220 | +10   | 24:12  |
| 3.  | Spora Luxemburg           | 18  | 11 | 1 | 6  | 034:300 | +4    | 23:13  |
| 4.  | FC Avenir Beggen          | 18  | 8  | 4 | 6  | 037:240 | +13   | 20:16  |
| 5.  | CS Grevenmacher           | 18  | 10 | 0 | 8  | 029:250 | +4    | 20:16  |
| 6.  | Swift Hesperingen (P)     | 18  | 7  | 5 | 6  | 036:290 | +7    | 19:17  |
| 7.  | Red Boys Differdingen     | 18  | 9  | 0 | 9  | 028:300 | −2    | 18:18  |
| 8.  | FC Progrès Niederkorn (N) | 18  | 6  | 3 | 9  | 023:330 | −10   | 15:21  |
| 9.  | CS Fola Esch              | 18  | 4  | 1 | 13 | 010:400 | −30   | 09:27  |
| 10. | FC Aris Bonneweg          | 18  | 0  | 2 | 16 | 007:380 | −31   | 02:34  |

| (M) | amtierender luxemburgischer Meister     |
| (P) | amtierender luxemburgischer Pokalsieger |
| (N) | Neuaufsteiger aus der Ehrenpromotion    |

### Kreuztabelle
| 1990/91 Grunddurchgang | Union Luxemburg | JEU | Spora Luxemburg | AVE | GRE | Swift Hesperingen | Red Boys Differdingen | Progrès Niederkorn | Fola Esch | Aris Bonneweg |
| ---------------------- | --------------- | --- | --------------- | --- | --- | ----------------- | --------------------- | ------------------ | --------- | ------------- |
| Union Luxemburg        |                 | 1:1 | 5:1             | 3:2 | 5:0 | 1:1               | 2:0                   | 2:1                | 6:0       | 1:0           |
| Jeunesse Esch          | 1:0             |     | 0:3             | 1:5 | 3:0 | 1:1               | 2:1                   | 4:2                | 2:0       | 1:1           |
| Spora Luxemburg        | 2:4             | 0:5 |                 | 2:2 | 1:0 | 2:1               | 2:0                   | 2:1                | 0:1       | 4:1           |
| FC Avenir Beggen       | 1:2             | 1:3 | 3:0             |     | 2:1 | 1:1               | 5:4                   | 1:1                | 8:0       | 2:1           |
| CS Grevenmacher        | 1:3             | 3:0 | 0:4             | 2:1 |     | 2:1               | 5:0 1                 | 1:0                | 6:1       | 1:0           |
| Swift Hesperingen      | 2:1             | 3:3 | 1:2             | 0:1 | 1:2 |                   | 2:5                   | 6:2                | 3:3       | 2:1           |
| Red Boys Differdingen  | 1:2             | 0:3 | 4:0             | 1:0 | 1:0 | 2:4               |                       | 0:2                | 2:0       | 1:0           |
| FC Progrès Niederkorn  | 0:8             | 1:1 | 2:3             | 1:0 | 2:0 | 1:1               | 0:1                   |                    | 0:2       | 4:1           |
| CS Fola Esch           | 0:1             | 0:1 | 0:3             | 0:0 | 0:2 | 1:3               | 0:2                   | 0:2                |           | 2:0           |
| FC Aris Bonneweg       | 0:2             | 0:0 | 0:3             | 1:2 | 0:3 | 1:2               | 1:3                   | 0:3                | 0:2       |               |

## Playoffs

### Meisterplayoffs

#### Tabelle
| Pl. | Verein            | Sp. | S | U | N | Tore    | Diff. | Punkte | Bonus | Gesamt |
| --- | ----------------- | --- | - | - | - | ------- | ----- | ------ | ----- | ------ |
| 1.  | Union Luxemburg   | 10  | 5 | 3 | 2 | 012:800 | +4    | 13:70  | 15    | 28     |
| 2.  | Jeunesse Esch     | 10  | 5 | 3 | 2 | 016:900 | +7    | 13:70  | 12    | 25     |
| 3.  | Spora Luxemburg   | 10  | 4 | 3 | 3 | 017:110 | +6    | 11:90  | 11.5  | 22.5   |
| 4.  | FC Avenir Beggen  | 10  | 6 | 0 | 4 | 019:140 | +5    | 12:80  | 10    | 22     |
| 5.  | CS Grevenmacher   | 10  | 2 | 2 | 6 | 013:240 | −11   | 06:14  | 10    | 16     |
| 6.  | Swift Hesperingen | 10  | 2 | 1 | 7 | 012:230 | −11   | 05:15  | 9.5   | 14.5   |

#### Kreuztabelle
| 1990/91 Play-off-Runde | Union Luxemburg | JEU | Spora Luxemburg | AVE | GRE | Swift Hesperingen |
| ---------------------- | --------------- | --- | --------------- | --- | --- | ----------------- |
| Union Luxemburg        |                 | 1:0 | 0:0             | 1:0 | 3:1 | 2:4               |
| Jeunesse Esch          | 0:0             |     | 2:2             | 1:2 | 2:2 | 2:1               |
| Spora Luxemburg        | 1:1             | 0:3 |                 | 4:1 | 4:0 | 3:0               |
| FC Avenir Beggen       | 2:1             | 1:3 | 3:1             |     | 6:0 | 1:0               |
| CS Grevenmacher        | 0:1             | 0:1 | 1:0             | 1:2 |     | 5:2               |
| Swift Hesperingen      | 0:2             | 0:2 | 0:2             | 2:1 | 3:3 |                   |

### Abstiegsplayoff Gruppe A

#### Tabelle
| Pl. | Verein                   | Sp. | S | U | N | Tore    | Diff. | Punkte |
| --- | ------------------------ | --- | - | - | - | ------- | ----- | ------ |
| 1.  | FC Wiltz 71              | 10  | 7 | 1 | 2 | 023:150 | +8    | 15:50  |
| 2.  | Red Boys Differdingen    | 10  | 5 | 1 | 4 | 013:900 | +4    | 11:90  |
| 3.  | FC Jeunesse Wasserbillig | 10  | 5 | 1 | 4 | 013:900 | +4    | 11:90  |
| 4.  | CS Fola Esch             | 10  | 5 | 0 | 5 | 015:170 | −2    | 10:10  |
| 5.  | Etzella Ettelbrück       | 10  | 3 | 1 | 6 | 009:140 | −5    | 07:13  |
| 6.  | FC Victoria Rosport      | 10  | 3 | 0 | 7 | 014:230 | −9    | 06:14  |

Entscheidungsspiel um den 2. Platz: Red Boys Differdingen – FC Jeunesse Wasserbillig 3:2 n. V.

#### Kreuztabelle
| 1990/91 Abstiegsplayoff A | FC Wiltz 71 | Red Boys Differdingen | WAS | Fola Esch | Etzella Ettelbrück | RSP |
| ------------------------- | ----------- | --------------------- | --- | --------- | ------------------ | --- |
| FC Wiltz 71               |             | 2:1                   | 0:2 | 3:2       | 1:0                | 4:1 |
| Red Boys Differdingen     | 1:2         |                       | 1:0 | 0:1       | 0:0                | 3:0 |
| FC Jeunesse Wasserbillig  | 2:2         | 1:0                   |     | 1:0       | 4:1                | 2:1 |
| CS Fola Esch              | 2:1         | 2:3                   | 2:1 |           | 0:3                | 2:3 |
| Etzella Ettelbrück        | 0:1         | 1:3                   | 1:0 | 1:2       |                    | 2:1 |
| FC Victoria Rosport       | 4:7         | 0:1                   | 1:0 | 1:2       | 2:0                |     |

### Abstiegsplayoff Gruppe B

#### Tabelle
| Pl. | Verein                 | Sp. | S | U | N | Tore    | Diff. | Punkte |
| --- | ---------------------- | --- | - | - | - | ------- | ----- | ------ |
| 1.  | Koeppchen Wormeldingen | 10  | 6 | 1 | 3 | 017:120 | +5    | 13:70  |
| 2.  | FC Aris Bonneweg       | 10  | 3 | 7 | 0 | 011:600 | +5    | 13:70  |
| 3.  | FC Progrès Niederkorn  | 10  | 4 | 4 | 2 | 017:140 | +3    | 12:80  |
| 4.  | CS Sanem               | 10  | 2 | 4 | 4 | 009:100 | −1    | 08:12  |
| 5.  | AS Differdingen        | 10  | 1 | 6 | 3 | 008:130 | −5    | 08:12  |
| 6.  | CS Petingen            | 10  | 1 | 4 | 5 | 009:160 | −7    | 06:14  |

#### Kreuztabelle
| 1990/91 Abstiegsplayoff B | KOE | Aris Bonneweg | Progrès Niederkorn | SAN | ASD | CS Petingen |
| ------------------------- | --- | ------------- | ------------------ | --- | --- | ----------- |
| Koeppchen Wormeldingen    |     | 0:2           | 3:1                | 2:0 | 3:0 | 2:0         |
| FC Aris Bonneweg          | 1:1 |               | 2:0                | 1:1 | 0:0 | 2:1         |
| FC Progrès Niederkorn     | 4:1 | 3:3           |                    | 1:0 | 2:2 | 3:1         |
| CS Sanem                  | 1:2 | 0:0           | 0:1                |     | 1:1 | 3:0         |
| AS Differdingen           | 1:3 | 0:0           | 1:1                | 0:1 |     | 2:1         |
| CS Petingen               | 2:0 | 0:0           | 1:1                | 2:2 | 1:1 |             |